# Björn Barkman

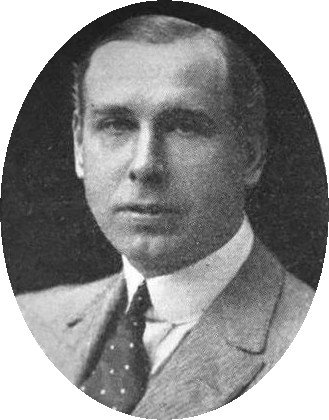
Björn Barkman.

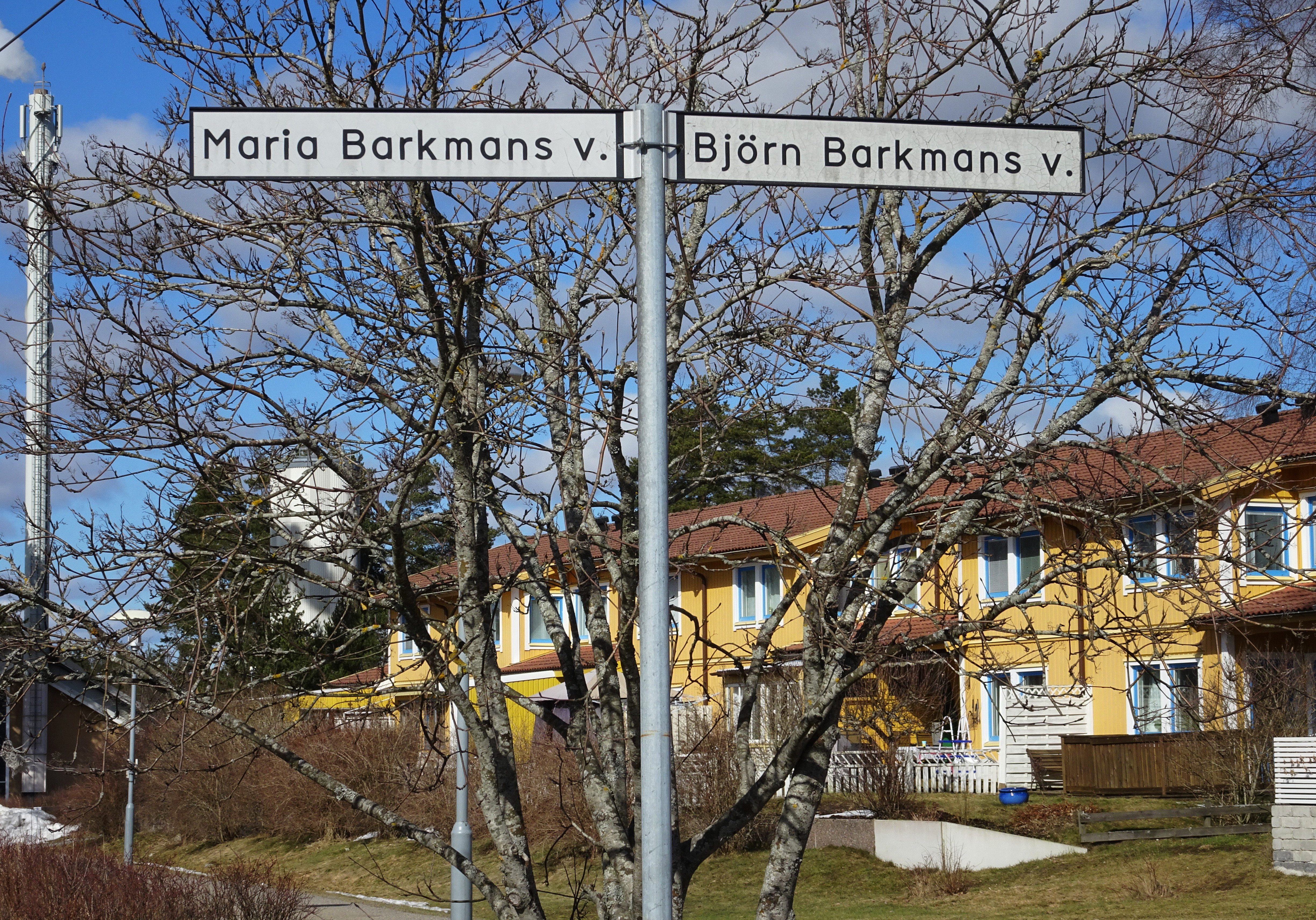
Maria och Björn Barkmans väg i Ösmo.

Björn Barkman, född 31 december 1884 i Göteborg, död 29 mars 1972 på Körunda i Ösmo socken, var en svensk affärsman och godsägare. 

## Biografi
Björn Barkman var son till professor Ernst Carlsson och Valborg Korsgren. Barkman blev underlöjtnant vid svenska flottan 1905 och tog avsked 1908. Därefter började han affärsverksamhet i Tyskland, England och Frankrike. 1907 gifte han sig med Maria Arehn (1886–1963). Paret fick fem barn. 1915 startade han företaget Barkman & Co AB som sysslade med export av cellulosa och trämassa. Under 1920- och 1930-talen ägde Barkman & Co delar av det som skulle bli Marma-Långrörs AB. 1955 höll Barkman & Co och Kinnevik 50 procent vardera av Marma-Långrörs AB. Barkman & Co såldes på 1980-talet.
Familjen Barkman ägde bland annat gårdarna Vansta och Körunda i Ösmo socken. Under Barkmans tid blev Körunda en beteckning för dessa gårdar och känt för sin uppfödning av främst ardennerhästar och tjurar. Barkman sålde i början av 1960-talet en del av Körundas och Vanstas marker till Ösmo landskommun, som var i behov av byggmark för den expansion av samhället som förväntades i samband med anläggandet av Musköbasen. Barkman behöll dock nyttjanderätten till Körundas och Vanstas huvudbyggnader under sin livstid. Han avled 1972 på Körunda medan näst äldste sonen Rolf satt kvar på Vansta där han specialiserade sig på uppfödning av travhästar.
En del av Barkmans förmögenhet avsattes till en stiftelse, Maria & Björn Barkmans stiftelse, vars ändamål är att främja stiftelsen Sophiahemmets verksamhet. I Ösmo finns två vägar uppkallade efter Barkman och hans hustru.